# Su canción
 Su canción, Espanha no Festival Eurovisão da Canção 1979
"Su canción" ("A sua canção") foi a canção que representou a Espanha no Festival Eurovisão da Canção 1979, interpretada em espanhol pela cantora de origem peruana Betty Missiego. A referida canção tinha letra e música de Fernando Moreno e orquestração de José Luis Navarro.

## Seleção interna
Entre 1977 e 1999,a TVE usou o sistema de seleção interna para escolher a canção para representar a Espanha no Festival Eurovisão da Canção. Para 1979, Betty Messiego (com 34 anos na época) cantora e apresentadora peruana foi a escolhida para representar o país em Jerusalém.

## Na Eurovisão
Em Jerusalém, a canção espanhola foi a 19ª e última a desfilar no festival, depois da canção austríaca "Heute in Jerusalem" cantada por Christina Simon. No final da votação, a canção "Su canción" classificou-se em segundo lugar, tendo recebido 116 pontos. A Espanha recebeu a pontuação máxima (12 pontos) da Itália, Suíça, Alemanha e Bélgica.
A canção foi interpretada do ponto de vista de uma mulher idosa que vivia uma vida solitária até encontrar a alegria no mundo à volta dela com crianças pedindo que ela cantasse com eles. No final, ela pede-lhes para que todos cantassem com ela, para que a canção se tornasse também deles.Juntou crianças para cantarem com ela. As crianças convidadas para cantar foram Javier Glaria, Alexis Carmona, Beatriz Carmona, e Rosalía Rodríguez. No final da canção, as crianças desfraldaram estandartes com "agradecimentos" em inglês, espanhol, hebreu e francês, respetivamente.
A Espanha fora o último país a cantar e portante também o último a votar, antes de começar a votar, liderava a votação com um voto, mas como deu 10 pontos à canção de Israel, este país venceu o certame. Correram rumores de que a Espanha ajudou Israel a ganhar o certame por não querer realizar o Festival Eurovisão da Canção 1980 por ser muito dispendioso.